# Châlons-en-Champagne
Châlons-en-Champagne é uma cidade e comuna do nordeste da França. É a capital do departamento de Marne e da região de Grande Leste, apesar de representar apenas um quarto do tamanho da cidade de Reims.
Anteriormente chamada Châlons-sur-Marne, a cidade foi oficialmente renomeada em 1998.

## Principais atrações

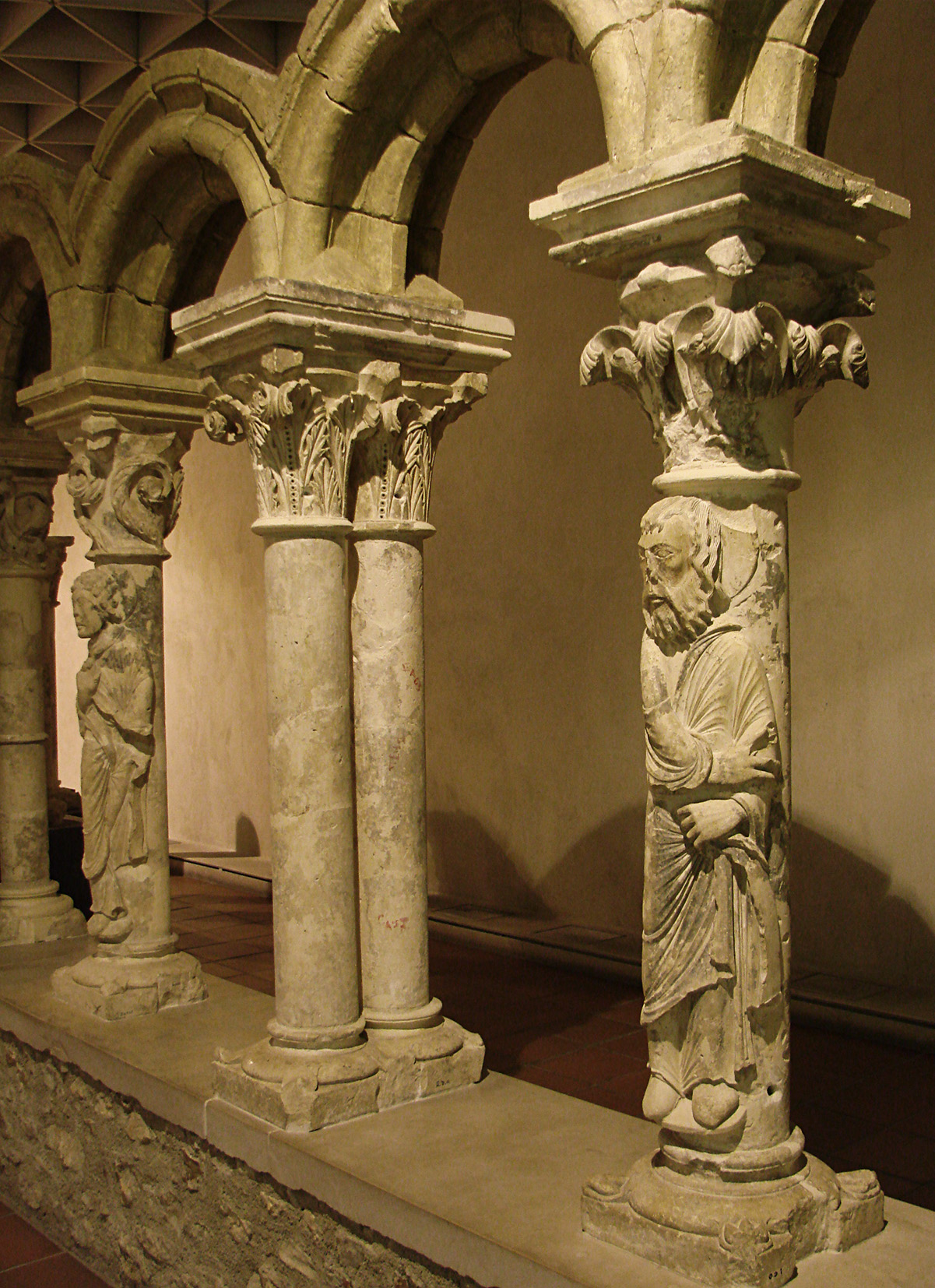
Claustro da Notre-Dame-en-Vaux

- Catedral de Saint Etienne, incluindo partes da primeira catedral romanesca construída no século XII. No entanto, foi reconstruída principalmente em estilo gótico. A fachada oeste (em estilo barroco) e dois vãos estreitos foram adicionados no século XVII.
- Igreja Notre-Dame-en-Vaux, Patrimônio da Humanidade - UNESCO. Construída entre 1157 e 1217, a colegiada possuía um claustro, que era local de peregrinação no século XII, e o Museum du Cloitre de Notre-Dame-en-Vaux do século XII.
- Saint-Alpin, talvez a igreja mais antiga da cidade. Foi recosntruída por volta do ano de 1170 em estilo gótico, mas ainda marcada pelo estilo românico.
- Hôtel de Ville (prefeitura). Possui uma fachada representativa do período neo-clássico do final do século XVIII. Os degraus do edifício são protegidos por quatro leões de pedra.
- Porte Sainte-Croix (Portão Ste-Croix). Anteriormente chamada Porte Dauphine, este portão foi uma das entradas da cidade. Foi dedicada a Maria Antonieta quando ela passou por Châlons a caminho de Paris para se casar com o rei Luís XVI de França.
- Antigo Hotel dos intendentes de Champagne (século XVIII). Atualmente sede do governo da região de Champanha-Ardenas e do departamento de Marne.
- Le Cirque. Antigo anfiteatro da cidade, concluído em 1899, abriga o Centre National des Arts du Cirque (CNAC).

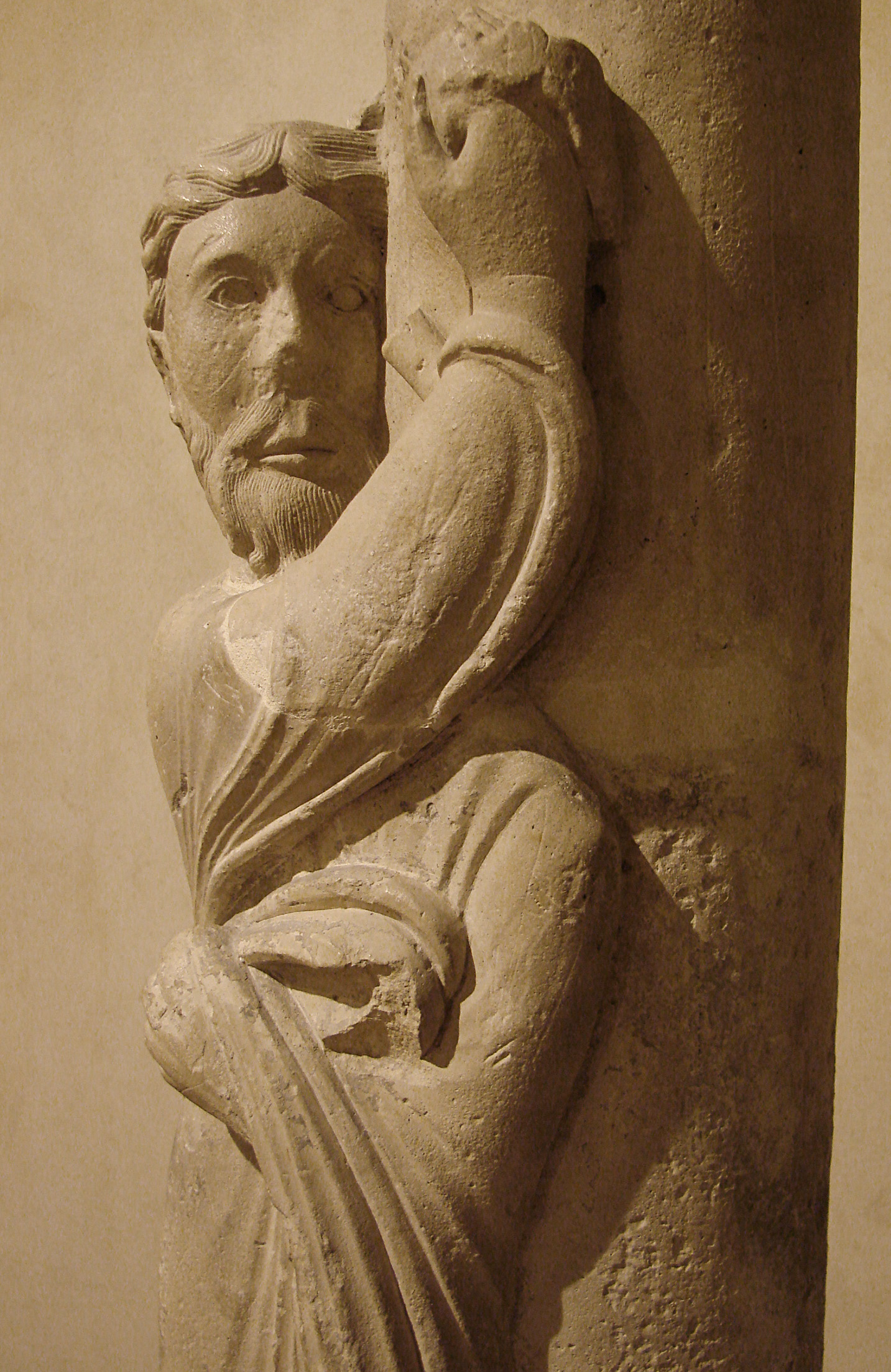
Claustro da Notre-Dame-en-Vaux
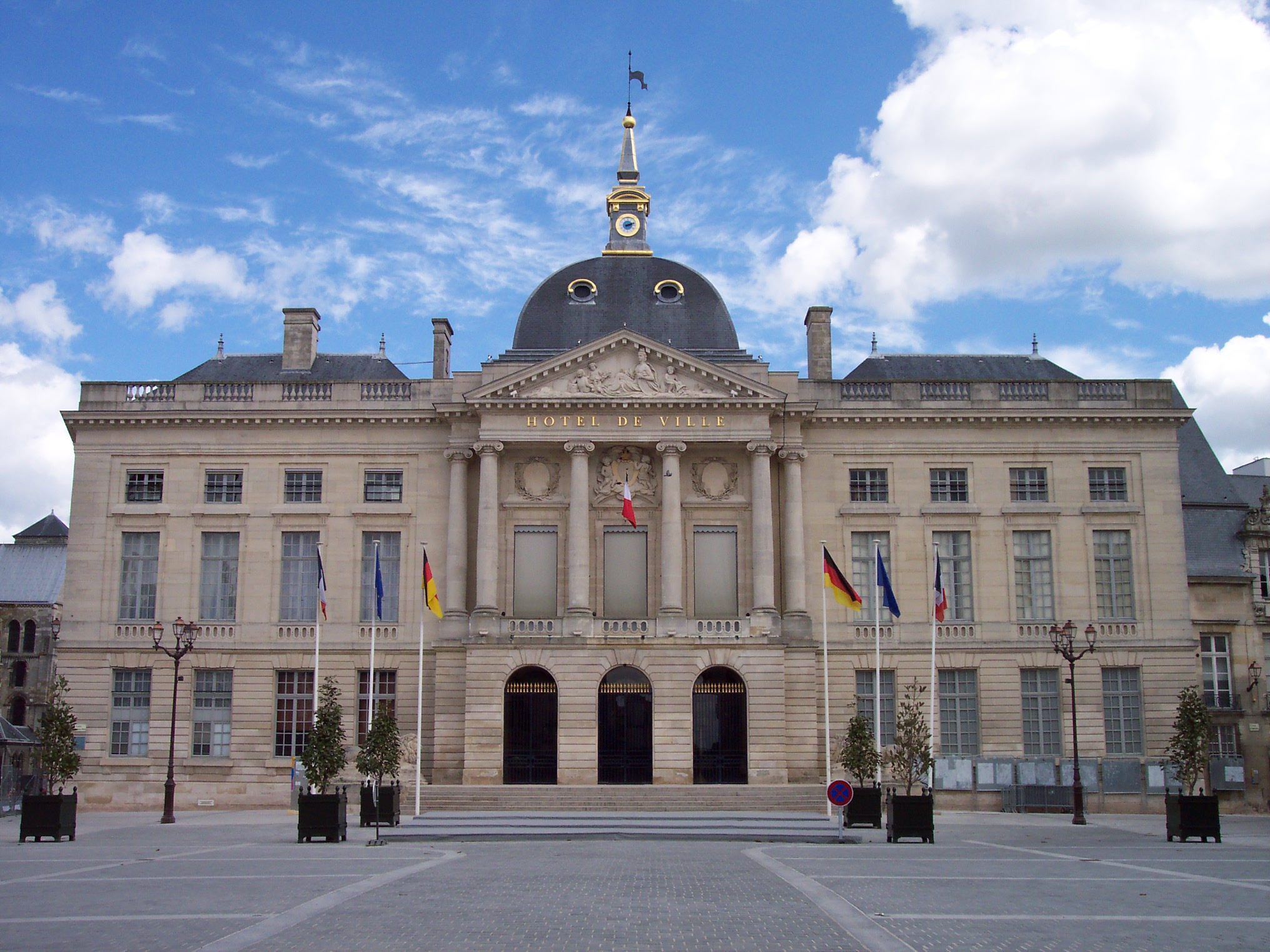
Hôtel de Ville
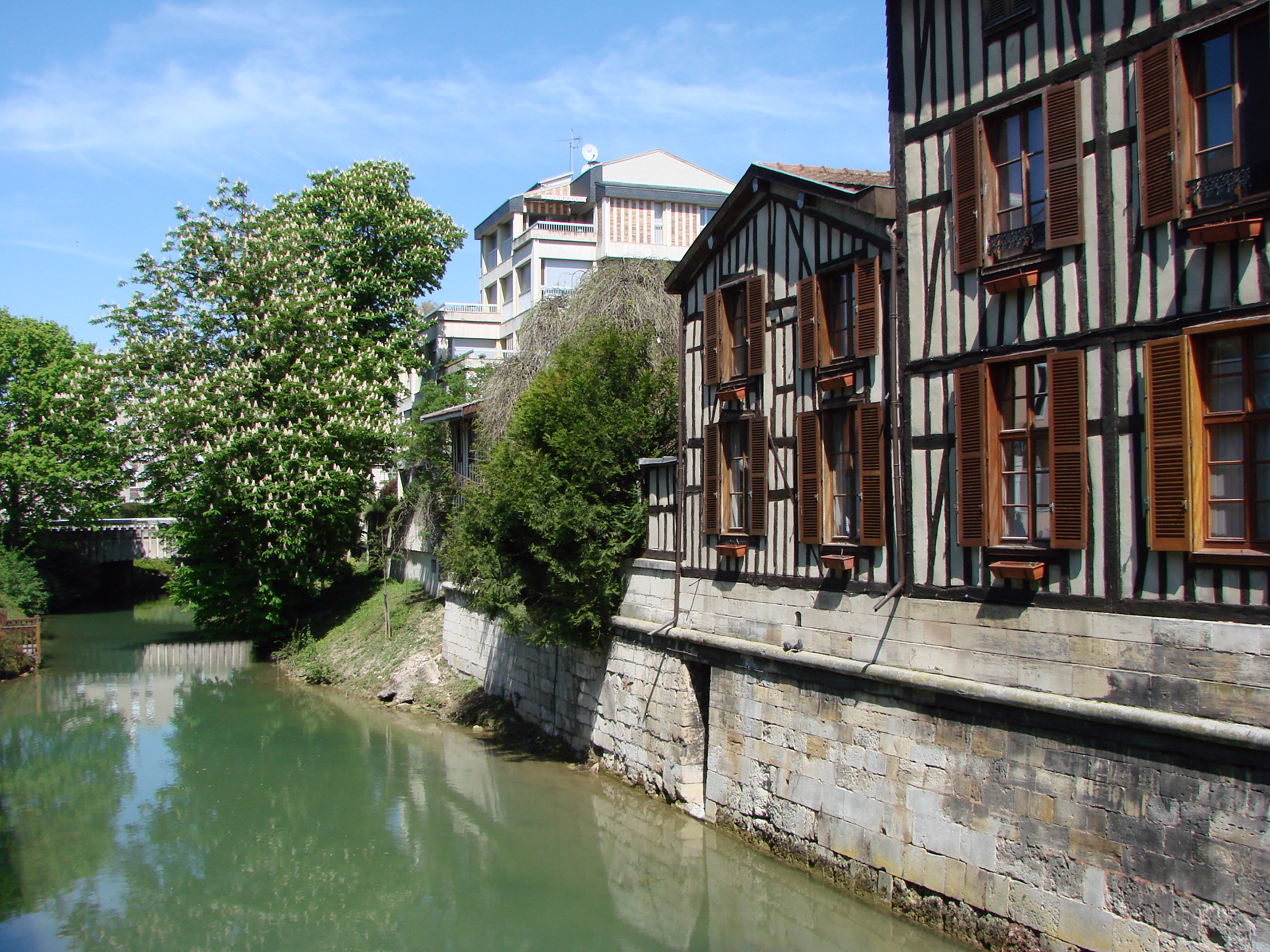
Centro antigo de Châlons
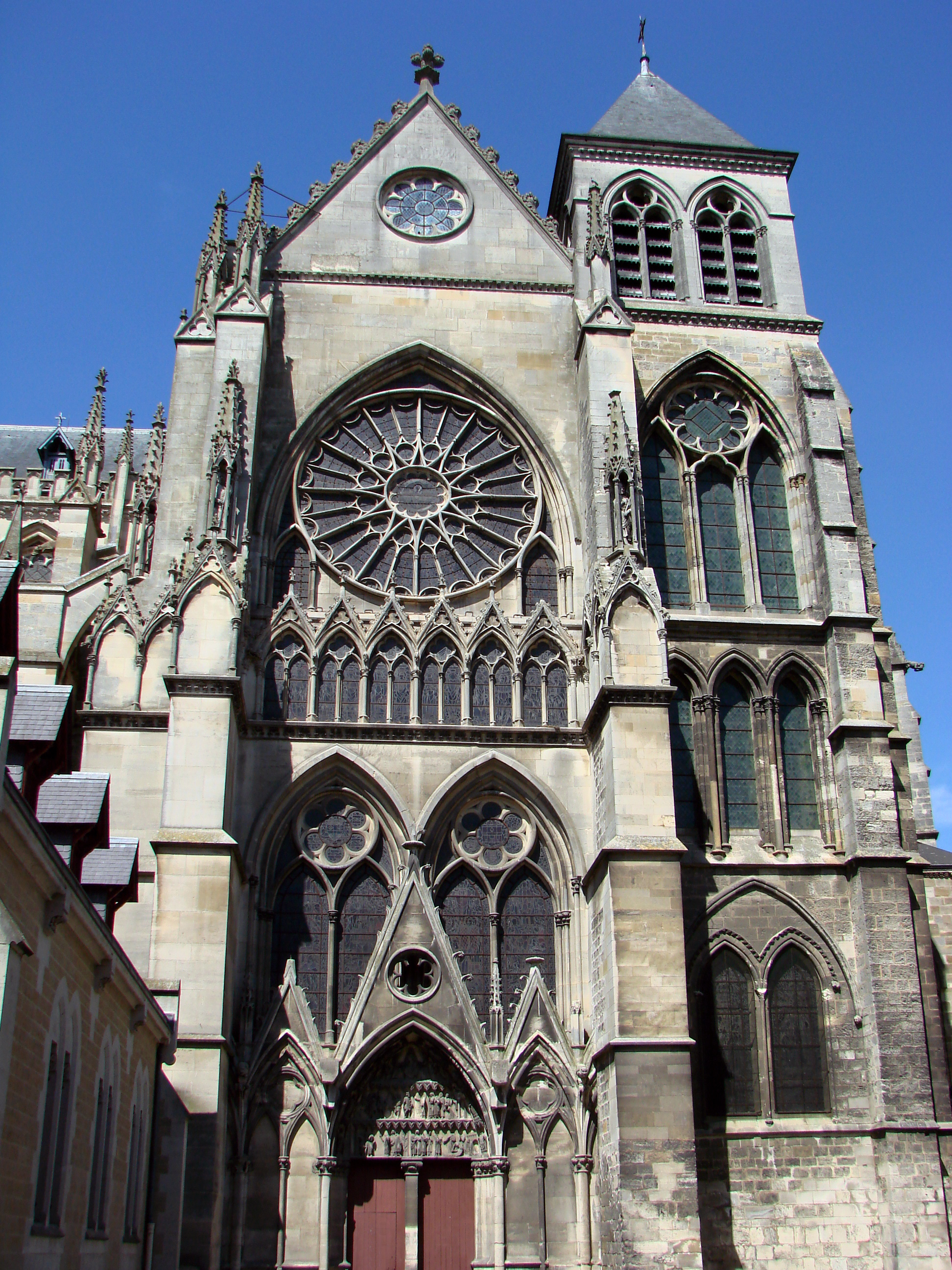
Catedral de Châlons Cathedral

## Museus
- Musée des Beaux-Arts et d'Archéologie de Châlons-en-Champagne
- Musée Garinet
- Musée du Cloître Notre-Dame-en-Vaux

## Cidades-irmãs
- Ilkeston, Reino Unido.[2]
- Neuss, Alemanha.[3]

## Camp de Mourmelon
O Camp de Mourmelon (anteriormente conhecido como Camp de Châlons) é um acampamento militar de cerca de 10.000 hectares localizado perto Mourmelon-le-Grand, 22 km ao norte. Foi criado a pedido de Napoleão III e foi inaugurado em 30 de agosto de 1857, durante o Segundo Império Francês.
O propósito inicial era apenas para a prática de manobras militares, mas rapidamente se transformou em uma vitrine do Exército Imperial Francês, uma exibição teatral onde os cidadãos franceses poderiam se encontrar com o exército e assistir a desfiles. A cada ano o acampamento era transformado em uma cidade de tendas e chalés de madeira.
O acampamento sobreviveu à queda do Segundo Império em 1870, mas foi transformado em um campo de treinamento e um ponto de partida para as tropas engajadas em operações no exterior.
O campo é usado para manobras militares e treinamento de cavalaria, juntamente com o vizinho Camp de Moronvillers, de 2.500 hectares. Disparo de munições (foguetes, mísseis) é proibida.

## Cidadãos ilustres
- Martin Akakia (1500–1551)
- David Blondel (1591–1655), clérigo protestante
- Jean Talon (1626–1694), primeiro intendente da Nova França
- Nicolas Appert (1749–1841), inventor e industrial na área de conservação de alimentos
- Adolphe Willette (1857–1926), pintor
- Maurice Renard (1875–1939), escritor
- Etienne Oehmichen (1884–1955), engenheiro, considerado o pai do helicóptero
- Robert Louis Antral (1895–1939), pintor
- Xavier Bertrand (born 1965), político
- Jacques Massu (1908–2002), general de paraquedismo
- Jean Cabut (1938-2015),cartunista
- Mano Solo (1963 - 2010), cantor, guitarrista, desenhador, pintor

Vista panorâmica da Praça do Hôtel de Ville em Châlons-en-Champagne.